# ENSCONET
ENSCONET es el acrónimo de European Native Seeds Conservation Network (en español : Red Europea de la Conservación de las Semillas Nativas), la red está constituida por 24 instituciones de 17 Estados miembros de la Unión Europea, así como también cinco miembros asociados. Todos los miembros están interesados en la preservación de especies silvestres por el mantenimiento de un banco de germoplasma. La red está coordinada por el "Millennium Seed Bank" del Royal Botanic Gardens, Kew, Reino Unido y está fundada bajo los auspicios del 6º "Research Framework Programme" de la UE, y cubre 5 de las 6 regiones biogeográficas europeas : Atlántica, Alpina, Continental, Macaronésica, Mediterránea y Panonica.

## Historia
Aunque se llevaba varios años gestando el proyecto no fue hasta noviembre del 2004, en que se consolidó definitivamente.
La primera reunión anual del ENSCONET, tuvo lugar en el Instituto Agronómico del Mediterráneo de Chania, en Creta en junio del 2005. Iniciándose entonces la redacción de un protocolo consensuado por todos los miembros, para las futuras recolecciones. 
La siguiente reunión anual tuvo lugar en Valencia y estuvo organizada por el Jardín Botánico de Valencia.

## Actividades
El trabajo que efectúan las instituciones asociadas dentro de la red se puede resumir en cuatro apartados: 
- Recolección de las semillas prefrerentemente de su medio natural, identificando lugar y condiciones en que se encuentran los especímenes de los que se toman la muestra.
- Conservación, con los últimos métodos que garanticen su viabilidad durante el periodo de tiempo más prolongado posible.
- Base de datos, en la que figure toda la información posible sobre el espécimen del que se recogen las semillas, su ubicación, fecha de la recogida, estado en que se encontraba. De todos estos datos puede quedar constancia tanto escrita como en soporte informático
- Divulgación, de todo el trabajo efectuado dentro de la comunidad de las instituciones implicadas, con vistas a mejorar los métodos de recogida y de conservación con las últimas técnicas entre las instituciones miembros, así como en un ámbito más general a otras instituciones del ámbito exterior de los miembros partícipes.

## Instituciones Miembros
- Royal Botanic Gardens, Kew, Reino Unido
- National and Kapodistrian University, Atenas
- Institute of Botany, Slovak Academy of Sciences, Bratislava
- Budapest Zoo & Botanical Garden, Budapest
- Mediterranean Agronomic Institute Chania, Creta
- IMGEMA- Jardín Botánico de Córdoba, Córdoba
- Botanical Garden, Trinity College, Dublín
- Jardín Botánico de Gran Canaria, Canarias
- Agricultural Research Institute Chipre
- Banco de Germoplasma Vegetal-UPM, Universidad Politécnica de Madrid, Madrid
- National Botanic Garden Belgium Meise, Meise
- Museun National d'Histoire Naturelle, París
- Università di Pavia/Centro Flora Autóctona della Lombardia, Pavia
- Università di Pisa, Orto Botanico, Pisa
- Jardín Botánico de Sóller Islas Baleares
- Museo Tridentino di Scienze Naturali Trento, Trento
- Jardín Botánico, Universidad de Valencia, Valencia
- Universität Wien, Viena
- Botanical Garden Polixh Academy of Sciences Warsaw, Varsovia
- Botanischer garten und Botanisches Museum Berlin-Dahlem, FU Berlín
- Helsingin yliopisto, Helsinki
- Jardim Botânico - Fundação da Universidade de Lisboa, Lisboa
- Natural History Museum, University of Oslo, Oslo
- Institute of Botany - Bulgarian Academy of Sciences, Sofía

## Instituciones Miembros Asociados
- University of Natural Resources and Applied Life Sciences Vienna, Viena
- Musée national d'histoire naturelle du Luxembourg, Luxemburgo
- Conservatoire et Jardin botaniques de la ville de Genève, Ginebra
- Frederik Institute of Technology, Nicosia
- RIBES- Rete Italiana Banche del Germoplasma per le Pianti Spontanee Minacciate